# Chloroclystis polygraphata
Chloroclystis polygraphata är en fjärilsart som beskrevs av George Francis Hampson 1912. Chloroclystis polygraphata ingår i släktet Chloroclystis och familjen mätare. Inga underarter finns listade i Catalogue of Life.